# Władysław Janowski (duchowny)
Władysław Janowski (ur. 14 lipca 1931 w Domaradzu, zm. 12 czerwca 2017 w Głogowie Małopolskim) – polski duchowny rzymskokatolicki.

## Życiorys

### Młodość
Urodził się 14 lipca 1931 w Domaradzu. Był synem Piotra i Weroniki z domu Strzała. W 1949 zdał egzamin dojrzałości i wstąpił do Wyższego Seminarium Duchownego w Przemyślu. Sakrament święceń kapłańskich otrzymał 27 czerwca 1954 z rąk bpa Franciszka Bardy.

### Praca duszpasterska
Po święceniach odbył dalsze studia w KUL w Lublinie od 1 października 1954 do 30 czerwca 1959. Po studiach pracował jako wikariusz w parafiach: w Sanoku od 1 lipca 1959 do 29 marca 1960, w Wietlinie od 30 marca do 31 lipca 1960, w Dębowcu od sierpnia 1960 do 18 marca 1960, w Czaszynie od 19 marca 1960 do 1 lipca 1967. Następnie jako proboszcz pracował w parafiach: w Stalowej Wola od 21 listopada 1967 do 25 października 1977, w Rzeszowie-Zalesiu od 26 października 1977 do 26 sierpnia 1987, w Zaczerniu od 27 sierpnia 1987 do 24 sierpnia 2001. 
Dzięki zaangażowaniu ks. prał. Janowskiego i mieszkańców Stalowej Woli budowę świątyni Matki Bożej Królowej Polski ukończono pod koniec 1973, a w grudniu tego roku ówczesny kardynał Karol Wojtyła konsekrował kościół.
Po przejściu na emeryturę od 2001 do 2017 zamieszkał w rodzinnej parafii Domaradz. W ostatnich tygodniach, ze względu na stan zdrowia, przebywał w Zakładzie Pielęgnacyjno–Opiekuńczym Caritas przy parafii farnej w Głogowie Małopolskim. Zmarł tamże 12 czerwca 2017. Został pochowany na cmentarzu parafialnym w Zaczerniu.

## Odznaczenia
- 1973 - godność szambelana papieskiego
- 2007 - tytuł Honorowego Obywatela Miasta Stalowa Wola[5][6]